# واترلو، شهرستان کلارک، میزوری
واترلو (به انگلیسی: Waterloo) یک منطقهٔ مسکونی در ایالات متحده آمریکا است که در شهرستان کلارک، میزوری واقع شده‌است. واترلو ۱۶۸٫۸۶ متر بالاتر از سطح دریا واقع شده‌است.